# MZモトラッド

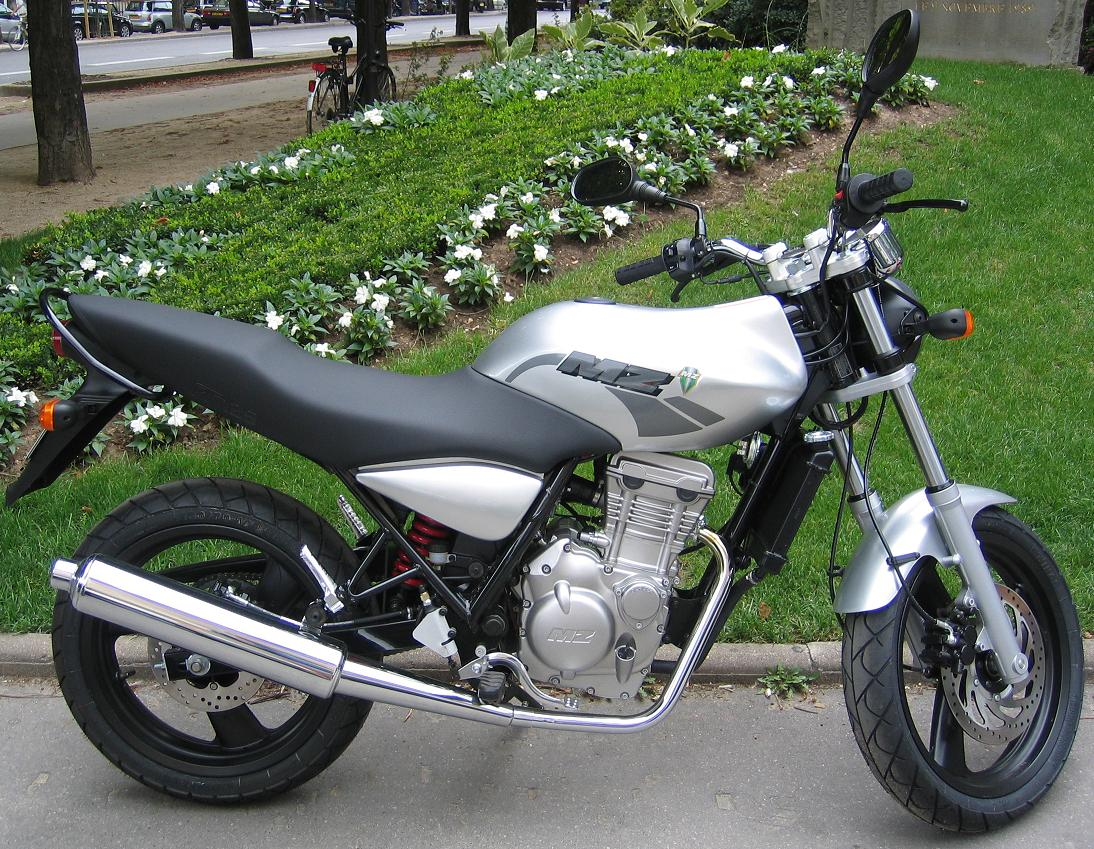
MZ RT 125 (2000～2008年)

MZモトラッド (MZ Motorrad- und Zweiradwerk GmbH エムツェット・モトーアラート・ウント・ツヴァイラートヴェルク、MZモーターサイクル・自動二輪車製造) は、かつて存在したドイツのオートバイメーカーである。2009年以降の正式社名はMotorenwerke Zschopau GmbH (モトーレンヴェルケチョーパウ発動機製造) である。

## 概要
かつてはDKWと名乗っていたが（DKWの四輪部門はのちのアウトウニオン、現在のアウディに統合されている）、第二次世界大戦後はMZと名を変え、トラバントとともに東ドイツの代表的な工業製品だった。なかでもRT125はヤマハのYA-1にも影響を与えたとされている。2ストロークエンジンの開発、中でも排気チャンバーの技術に強みを持ち、1950年代から60年代初頭にはエルンスト・デグナーを擁してロードレース世界選手権（WGP、現在のMotoGP）で活躍したが、1961年にそのデグナーが亡命してしまったことで西側に技術が流出したと言われている。
ドイツ再統一で安価な西側製品との競合にさらされたことから1991年に経営破綻。1992年にMuZとして生産を再開、1999年には再びブランド名を元のMZに戻すが、欧州における排ガス規制の強化に伴い、強みであった2ストロークエンジンの使用が次第に困難になっていった影響などもあり、2008年に再び経営破綻する。翌2009年に、元MotoGPレーサーのマーチン・ウィマーとラルフ・ウォルドマンがブランドの商標権を獲得し、電動スクーターメーカーとして再出発を図ったが、2012年に三度経営破綻し、再建に必要なスポンサーも見つからなかったため、翌2013年5月に経営再建を断念し歴史が途絶えた。

## モデル
- チャーリー - 電動スクーター。
- RT125
- 125M